# József Dobos
József Dobos (Pest, 18 de enero de 1847 - Budapest, 10 de octubre de 1924) fue un cocinero, empresario, autor y pastelero húngaro.

## Biografía
Dobos fue hijo de Rozália Gogola y András Dobos, miembros de una familia de cocineros por varias generaciones. En 1876 abrió una tienda gourmet especializada en el centro de Pest.
Una de sus obras más conocidas fue publicada en 1881 bajo el título Libro de cocina húngaro francés y es un fiel reflejo de su tiempo.
En 1884 la Tarta Dobos, reconocida por tener cinco capas esponjosas intercaladas con crema de chocolate.
Isabel de Wittelsbach (Sissi) y Francisco José I figuran entre quienes la probaron por primera vez, hecho que la hizo muy popular en las pastelerías europeas debido en parte a lo original de su planteamiento. Fue también llamada: "dobostorta" o "Dobosh".
La tarta suele ser redonda aunque basándose en las recetas históricas a menudo se hacen en forma de porción triangular y rectangular. Tiene como característica 5 o 6 capas de bizcocho alternados, aunque en algunas pastelerías del mundo puede llegar a tener hasta 12 capas.
Dobos donó su receta al Gremio de Pasteleros y Productores de Pan de Miel en 1906 para que todos los pasteleros tengan acceso a la verdadera receta.
Falleció el 10 de octubre de 1924 a los 77 años, fue enterrado en el Cementerio de Farkasrét en Budapest.
El Museo Confitería Dobos en Szentendre está dedicado a la obra de József Dobos.

## Libros
- 1881, Libro de cocina húngaro francés.
- 1904, La imaginación en el viaje.
- 1905, Las metamorfosis de la imaginación en el viaje.
- 1907, Ecos de la imaginación en el viaje.
- 1909, Curiosa de la cocina.
- 1912, Secreto para mujeres.
- 1914, La mujer como un ángel terrenal.